# Siiselät
Siiselät är kullar i Finland.   De ligger i landskapet Lappland, i den norra delen av landet, 900 km norr om huvudstaden Helsingfors.
Siiselät sträcker sig 41 km i sydostlig-nordvästlig riktning. Den högsta punkten är 428 meter över havet.
Topografiskt ingår följande toppar i Siiselät:
- Eksymäselkä
- Hukkakero
- Härkäpäälaki
- Kolholaki
- Liinaharju
- Mukkaselkä
- Nutsortoset
- Paljukka
- Petäjäselkä
- Pomovaara
- Rämeäselkä
- Saijanselkä
- Seurukarkea
- Sotkaselkä
- Tarpomapää
- Tunturipää